# Lasioglossum lucidulum
Lasioglossum lucidulum là một loài Hymenoptera trong họ Halictidae. Loài này được Schenck mô tả khoa học năm 1861.